# 波恩国际冲突研究中心

波恩国际冲突研究中心（Bonn International Centre for Conflict Studies），原名波恩国际转化中心（Bonn International Center for Conversion，缩写为BICC）是位于德国波恩的一家非营利研究机构，成立于1994年。BICC由时任北莱茵-威斯特法伦州州长約翰內斯·勞和联合国秘书长科菲·安南倡议成立，起初主要研究军用设备设施转化至民用领域，因而得名。如今研究范围扩大到和平与发展等其他领域。2021年改为现名。
全球军事化指数也是由该研究中心所发布。